# 國防科學研究所

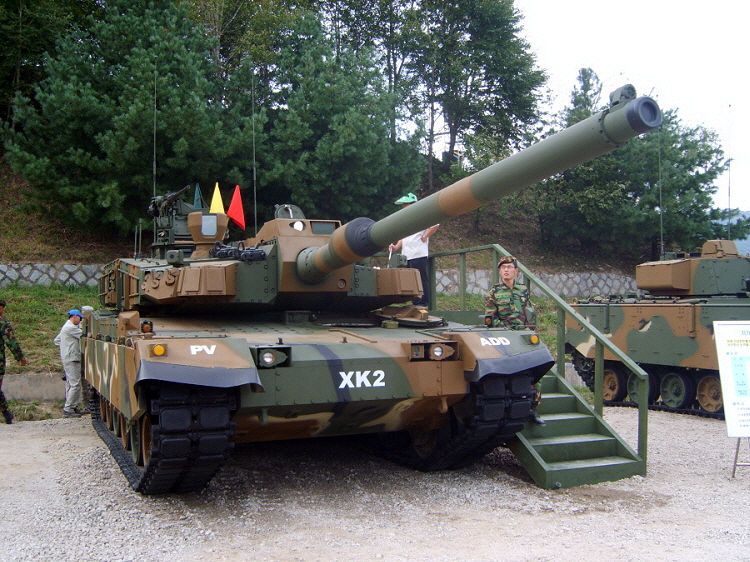
陸上兵器技術部研發的K2主战坦克

國防科學研究所（韓語：국방과학연구소）是大韓民国國防部旗下(36°25′06.55″N 127°19′20.79″E / 36.4184861°N 127.3224417°E)的研究機構，受韩国防卫事业厅资助，主任務為國防兵器自主研發。国防科学研究所在安兴、昌原、镇海等地拥有4个大型武器试验场，是韩国最大也是最重要的国防科研机构，被誉为韩国国产先进武器装备的“孵化器”。通过国防科学研究所，韩国已经先后实现了400多种作战、后勤装备的国产化。目前，韩国除部分高性能战斗机和部分高科技部件需要进口外，绝大多数的武器装备都已实现了国产化，部分武器装备出口国际市场。:4-5

## 沿革
- 1970年8月 - 國防科學研究所成立
- 1974年2月 - 飛機和飛彈部門成立
- 1976年5月 - 海洋兵器研究部成立
- 1977年10月 - 防衛技術實驗中心成立
- 1981年7月 - 兵器品管保證機構（DQAA）成立
- 1983年1月 - 本部搬遷到大田廣域市
- 1995年5月 - 車輛試驗場和海洋兵器試驗場成立
- 1999年1月 - 和防衛情報技術研究所合併

## 組織架構
- 研究所長
  - 副所長
  - 陸上兵器技術部
    - 裝甲實驗室
    - 火力管制研究室
    - 戰車理論試作室
    - 自動火力系統研究室
    - 懸吊裝置研究室
    - 化學分析室

  - 海洋兵器技術部
    - 振動音響研究室
    - 水中彈道・水中戰活動室
    - EMI/EMC磁力研究室
    - 引擎推進研究室
    - 聲納研究室
    - 聲納信號處理室

  - 航空機・飛彈部
    - 構造實驗室
    - 風洞實驗室
    - 連續強度模擬室
    - 空氣力學研究室

  - 情報・電子戰部
  - 電子戰研究室
  - 通信器機研究室
  - 核心技術部
    - 熱源映像光学研究室
    - 慣性導航實驗室
    - 雷達研究室
    - 材料特性評估室
    - 彈藥・彈頭研究室
    - 推進力研究室

  - 防衛技術實驗中心
  - 保安室
  - 管理部
  - 應用技術中心
- （上層組織評議会）
- （外部監督處）

員工約3,432人、博士學歷者約620名、理工科碩士約1,360名和約370名行政人員。

## 外部連結
- 国防科学研究所 （页面存档备份，存于）